# Schloss Stockern

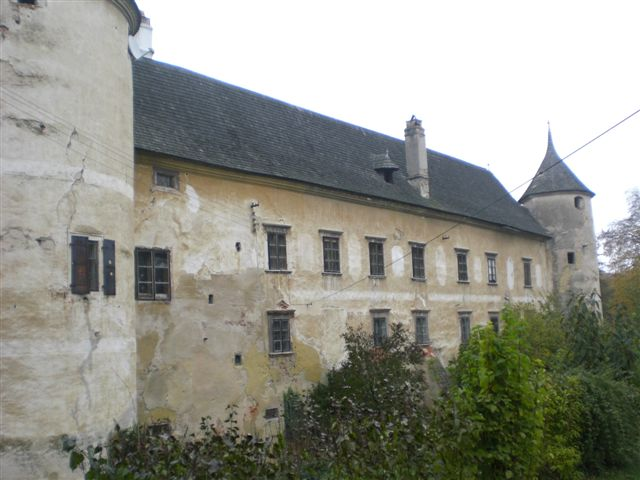
Schloss Stockern, 2011

Das Schloss Stockern ist ein Gebäude in Stockern in der niederösterreichischen Gemeinde Meiseldorf. Es steht unter Denkmalschutz (Listeneintrag).

## Geschichte
Das Schloss Stockern steht an der Stelle eines Wehrbaus, der zu Beginn des 13. Jahrhunderts zum ersten Mal urkundlich erwähnt wurde. 
Dieser gehörte den Stockhornern, die zum niederösterreichischen Uradel zählen, da als ältester bekannter Vertreter Rudolfus de Stocharan bereits 1137–1139 auftritt. Die Familie teilte sich früh in einen älteren Stamm, der von Heinrich Stockhorner († 1335) und einen jüngeren Stamm, der von dessen Bruder Konrad Stockhorner († nach 1296) ausgeht, sich nach dem Schloss Starrein nannte, und sich im 17. Jahrhundert nach Deutschland wandte, wo das Geschlecht bis heute blüht.
Aus dem älteren Stamm war Ernst Stockhorner († bald nach 1365) auf Stockern, Radingdorf und Puchberg in Österreich herzoglicher Hofmarschall. Ein Ehrenamt, das auch sein Sohn Ernst Stockhorner († um 1400) ausübte.
Im Jahre 1474 wurde das Schloss von Stephan Freiherr von Eytzing eingenommen und großenteils zerstört, nachdem sich Ortolf und Ernst Stockhorner von Stockern der Opposition des Adels gegen Friedrich III. angeschlossen hatten.
Hans von Wullerstorf erhielt im Jahr 1484 die Erlaubnis, die gebrochene Veste wieder aufzubauen, führte dieses Vorhaben jedoch nicht durch. Entweder unter Ulrich von Haselbach, der 1507 die Herrschaft übernahm, oder unter dessen Nachfolger wurde die Burg als befestigtes Schloss wieder aufgebaut. Die Grafen Lamberg ließen 1576 Umbauten im Renaissancestil durchführen, die dem Schloss das von Martin Johann Schmidt dokumentierte und heute noch erhaltene Aussehen verliehen. 
Das Schloss ging später in den Besitz der Herren von Engelshofen über. Pauline Edle von Engelshofen (* 1848; † 1929), die Erbtochter von Adolf Reichsritter von Engelshofen auf Stockern heiratete 1870 Richard Gundaccar Freiherrn von Suttner (* 1844; † 1909), wodurch die Herrschaft und das Schloss in die Hände der Freiherren von Suttner gelangte. die es bis heute besitzen. Durch das Gemälde St. Florian rettet das brennende Schloss Stockern von Martin Johann Schmidt aus dem Jahr 1772 ist ein Brand des Bauwerks dokumentiert. 1889 schrieb Bertha von Suttner in diesem Schloss ihr Werk Die Waffen nieder!
Es gehört heute zu einem landwirtschaftlichen Betrieb.

## Anlage
Das Gebäude steht zusammen mit dem Meierhof in einem Park. Im Inneren des zweigeschoßigen Schlosses mit den Rundtürmen an den vier Ecken, das über einen rechteckigen Innenhof verfügt, sollen sich noch alte Balkendecken mit Stuckplafonds sowie Möbel und Ölgemälde des 17. und 18. Jahrhunderts befinden.
Der Park mit seinen gut erhalten gebliebenen spätbarocken Freianlagen gehört zu den bedeutenderen historischen Gartenanlagen Niederösterreichs.

## Nachweise
- Blätter des Vereines für Landeskunde von Niederösterreich, Band 35, 1901, Nr. 160 Stockern, S. 359 ff.

1. ↑   Siebmacher's Grosses Wappenbuch; Band 26, Die Wappen des Adels in Niederösterreich; Teil 2, S - Z. Seite 234 f.; Verlag Bauer & Raspe 1983
2. ↑   Genealogisches Handbuch des Adels, Freiherrliche Häuser B VIII. 1982
3. ↑  Beschreibung des Schlosses auf austria-forum.org
4. ↑  Kurze Geschichte des Schlosses auf wehrbauten.at
5. ↑  Stockern in der privaten Datenbank Alle Burgen.
6. ↑  Eva Berger: Historische Gärten Österreichs. Garten- und Parkanlagen von der Renaissance bis um 1930 1. Band Niederösterreich, Burgenland, Böhlau, 2002, ISBN 978-3-205-99305-6 (ISBN 978-3-205-99477-0); S. 580 ff.